# Suzie Crabgrass
Susan "Suzie" Crabgrass es un personaje secundario y el antagónico de la primera temporada de la serie Manual de supervivencia escolar de Ned. Es interpretada por Christian Serratos.

## Personalidad
Suzie Crabgrass es estudiante de la escuela secundaria "James K. Polk" (en California). En la primera temporada es descrita como una persona cruel y humillante con su entonces pretendiente "Ned Bigby". También es la rival principal de Jennifer Ann Mosely ("Moze"). Su mejor amiga en este temporada es Bitzy, una adolescente astuta, presumida y la mayoría de veces odiosa. Al final de esta temporada, comienza a hablar con su rival Moze, para convertirse en amigas. En la segunda temporada se ve un completo cambio en Suzie siendo más considerada y amable, aunque todavía muy competitiva. También se hace novia de Ned. En la siguiente temporada Suzie se muda de la ciudad terminando con Ned y dejándolo deprimido. Esto da paso a un enamoramiento entre Ned y Moze, y cuando ellos están a punto de comenzar una relación en el penúltimo episodio, Suzie regresa dando un cambio drástical digno para el final de la serie. En el último episodio, Ned debe elegir entre Suzie y Moze y luego de un largo problema elige a Moze terminando para siempre con Suzie, y esta su vez regresa con su exnovio "Billy Loomer".

## Relaciones

### Noviazgos
- Seth Powers: El más popular de la escuela con quién Suzie comienza una relación "accidental". Terminan en esta misma temporada.
- Billy Loomer: El temido de la escuela. Suzie y él se hacen novios y terminan varias veces, pero en el último capítulo regresan definitivamente
- Ned Bigby: Su principal pretendiente desde la primera temporada a quién ella rechazo varias veces. En la segunda y tercera temporada comienzan una relación muy duradera pero el termina con ella al enamorarse de Moze.

### Amistades
- Moze: En la primera temporada ellas se odiaban y eran principales rivales. A partir de la segunda se vuelven mejores amigas, hasta que en el último episodio Ned comienza a salir con Moze dejando a Suzie.
- Missy: La más popular de la escuela. Suzie era su amiga hasta que se dio cuenta de que Missy era aferrada y cruel con todas las personas.
- Bitzy: Su mejor amiga en la primera temporada. Las 2 eran igual de malas con Moze en ésta, y desaparece